# Turk Edwards
Albert Glen „Turk“ Edwards (* 28. September 1907 in Mold, Washington; † 12. Januar 1973 in Seattle, Washington) war ein US-amerikanischer American-Football-Spieler und -Trainer. Er spielte als Offensive Tackle in der NFL.

## Spielerlaufbahn

### Collegekarriere
Edwards spielte von 1929 bis 1931 an der Washington State University bei den Washington State Cougars College Football. 1930 machte er zum ersten Mal landesweit auf sich aufmerksam. Seine Mannschaft musste ein Spiel gegen den Rivalen der Oregon State University gewinnen um ungeschlagen in den Rose Bowl einziehen zu können. Edwards gelang eine Interception, die er zu einem Touchdown in die gegnerische Endzone laufen konnte. Das Spiel wurde mit 14:7 gewonnen, die Cougars gewannen in dieser Saison alle neun Spiele, mussten sich aber im Rose Bowl der University of Alabama mit 24:0 geschlagen geben. Edwards wurde zum All American gewählt. 1931 wurde das spätere Mitglied der Pro Football Hall of Fame Mel Hein Mannschaftskamerad von Edwards. Hein war es auch der ungewollt am späteren Karriereende von Edwards beteiligt war. Während seiner Zeit am College konnte die Mannschaft von Edwards 25 der insgesamt 32 Spiele gewinnen.

### Profikarriere
Edwards lagen 1932 mehrere Vertragsangebote vor. Er entschloss sich einen Vertrag bei den Boston Braves zu unterschreiben, die ihm ein Jahressalär von 1500 US-Dollar zusicherten. Ein Jahr später wurden die Braves in Redskins umbenannt und 1937 zog die Mannschaft nach Washington, D.C. um. Edwards war als Offensive Tackle für den Schutz der eigenen Quarterbacks Pug Rentner und Cliff Battles verantwortlich, hatte aber auch die Aufgabe Battles, der bei den Redskins auch als Runningback fungierte, den Weg in die gegnerische Endzone freizublocken. Im Jahr 1936 gelang Edwards zum ersten Mal mit seinem Team der Einzug in das NFL Championship Game, wo man allerdings den Green Bay Packers mit 21:6 unterlag. 1937 gelang den Redskins dann die Verpflichtung der späteren Quarterback-Legende Sammy Baugh. In diesem Jahr konnte Edwards dann mit den Redskins die Meisterschaft gegen die Chicago Bears mit 28:21 gewinnen. 1940, vor einem Vorrundenspiel gegen die New York Giants zog sich Edwards nach dem Münzwurf gegen seinen früheren Mitspieler Mel Hein nach dem Verlassen des Spielfeldes einen Kreuzbandriss zu. Edwards musste aufgrund seiner Verletzung seine Spielerlaufbahn beenden. Ohne ihn verloren die Redskins 1940 das NFL Endspiel gegen die Bears hoch mit 73:0.

## Trainerlaufbahn
Edwards heuerte unmittelbar nach seiner Spielerlaufbahn als Assistenztrainer bei den Redskins an. 1942 konnten seine Mannschaft das NFL Endspiel gegen die Bears mit 14:6 gewinnen. Den Redskins gelang danach noch zweimal der Einzug in das Endspiel. 1943 verlor man aber erneut gegen die Bears mit 41:21 und 1945 musste man sich den Cleveland Rams mit 15:14 knapp geschlagen geben. Von 1946 bis 1948 war Edwards Head Coach der Redskins. Ein Meisterschaftsgewinn gelang ihm aber nicht mehr.

## Nach der Laufbahn
Turk Edwards starb in Seattle. Seine Leiche wurde verbrannt. Seine und die Asche seiner Ehefrau wurden in den Lake Washington gestreut.

## Ehrungen
Edwards ist Mitglied in der Pro Football Hall of Fame und im NFL 1930s All-Decade Team, in der State of Washington Sports Hall of Fame, sowie in der College Football Hall of Fame. Er spielte in einem Pro Bowl und wurde achtmal zum All Pro nominiert.

## Quelle
- Jens Plassmann: NFL – American Football. Das Spiel, die Stars, die Stories (= Rororo 9445 rororo Sport). Rowohlt, Reinbek bei Hamburg 1995, ISBN 3-499-19445-7.

| Personendaten    | Personendaten                                  |
| ---------------- | ---------------------------------------------- |
| NAME             | Edwards, Turk                                  |
| ALTERNATIVNAMEN  | Edwards, Albert Glen                           |
| KURZBESCHREIBUNG | US-amerikanischer Footballspieler und -trainer |
| GEBURTSDATUM     | 28. September 1907                             |
| GEBURTSORT       | Mold, Washington                               |
| STERBEDATUM      | 12. Januar 1973                                |
| STERBEORT        | Seattle, Washington                            |